# 1087
Évszázadok: 10. század – 11. század – 12. század
Évtizedek: 1030-as évek – 1040-es évek – 1050-es évek – 1060-as évek – 1070-es évek – 1080-as évek – 1090-es évek – 1100-as évek – 1110-es évek – 1120-as évek – 1130-as évek
Évek: 1082 – 1083 – 1084 – 1085 –  1086 – 1087 – 1088 – 1089 – 1090 – 1091 – 1092

## Események
- május 9. – 
  - Felszentelik az előző évben megválasztott III. Viktor pápát.[1]
  - Bari városa megvásárolja Szent Miklós myrai püspök ereklyéit.
- május 30. – Konrád Alsó-Lotaringia hercege német társkirállyá választása (1093-tól ellenkirály).
- szeptember 26. – II. Vilmos angol király trónra lépése (1100-ig uralkodik).
- Horikava japán császár trónra lépése.
- Salamon a Macedonia szélén lakó besenyők vezérével, Czelgővel, a keleti birodalmat támadta meg, de a Kule vidékén szenvedett nagy vereség után eltűnt. Sorsát ezentúl homály borítja.

## Születések
- szeptember 13. – II. Ióannész bizánci császár († 1143)

## Halálozások
- március – Salamon magyar király (* 1053)
- szeptember 9. – I. Vilmos angol király (* 1027 körül)
- szeptember 16. – III. Viktor pápa (* 1027 körül)[1]